# コヴェントリー大学

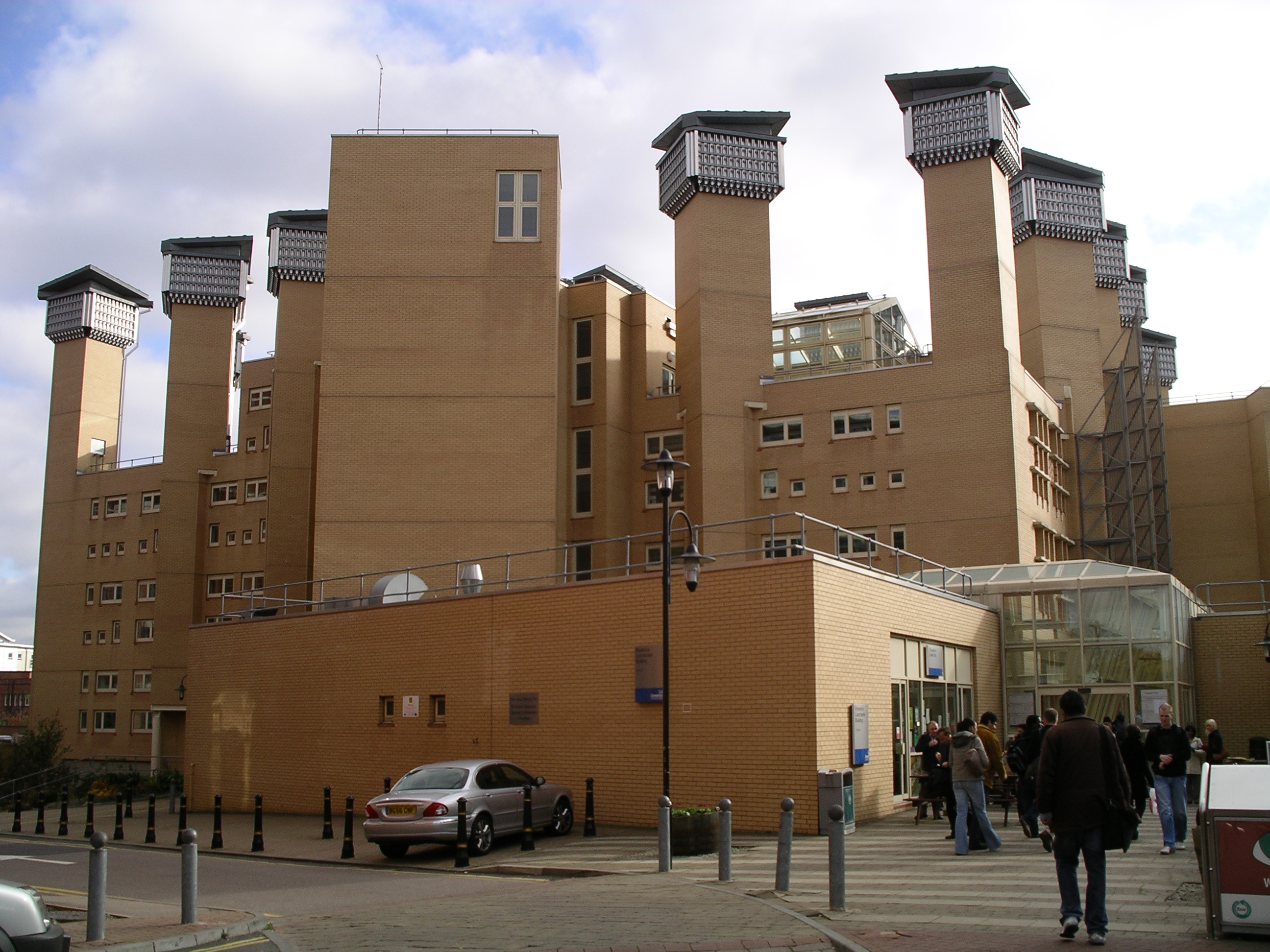
大学図書館があるフレデリック・ランチェスター棟

コヴェントリー大学 (Coventry University) は、イギリス・イングランドのコヴェントリーに所在する国立大学である。

## 概要
1843年に設立されたCoventry College of Designが本校のルーツである。1970年にランチェスター科学技術大学 (Lanchester Polytechnic) 、1987年にコヴェントリー科学技術大学 (Coventry Polytechnic) と名称が変わり、1992年にコヴェントリー大学となって総合大学の地位を得た。いわゆるイギリス新設大学 (New universities, post-1992 university) の一つである。
ちなみに「ランチェスター」という名称は、本大学の美術館や図書館、食堂などの名前として今も残っている。

## 学科
- en:Coventry School of Art and Design
- en:Coventry University Business School
- en:Department of Media and Communication

## 出身者
- イアン・カラム（カーデザイナー）
- スティーブ・マッティン（カーデザイナー）
- 山本卓身（カーデザイナー）
- ヒュー・バンフォード（ミュージシャン。スーパー・ファーリー・アニマルズのギタリスト）
- ジェリー・ダマーズ（ミュージシャン。スペシャルズ、スペシャルAKAなどで活動）
- 豊田裕樹（レースエンジンエンジニア。現コヴェントリー大学准教授）